# Capela de Nossa Senhora do Monte

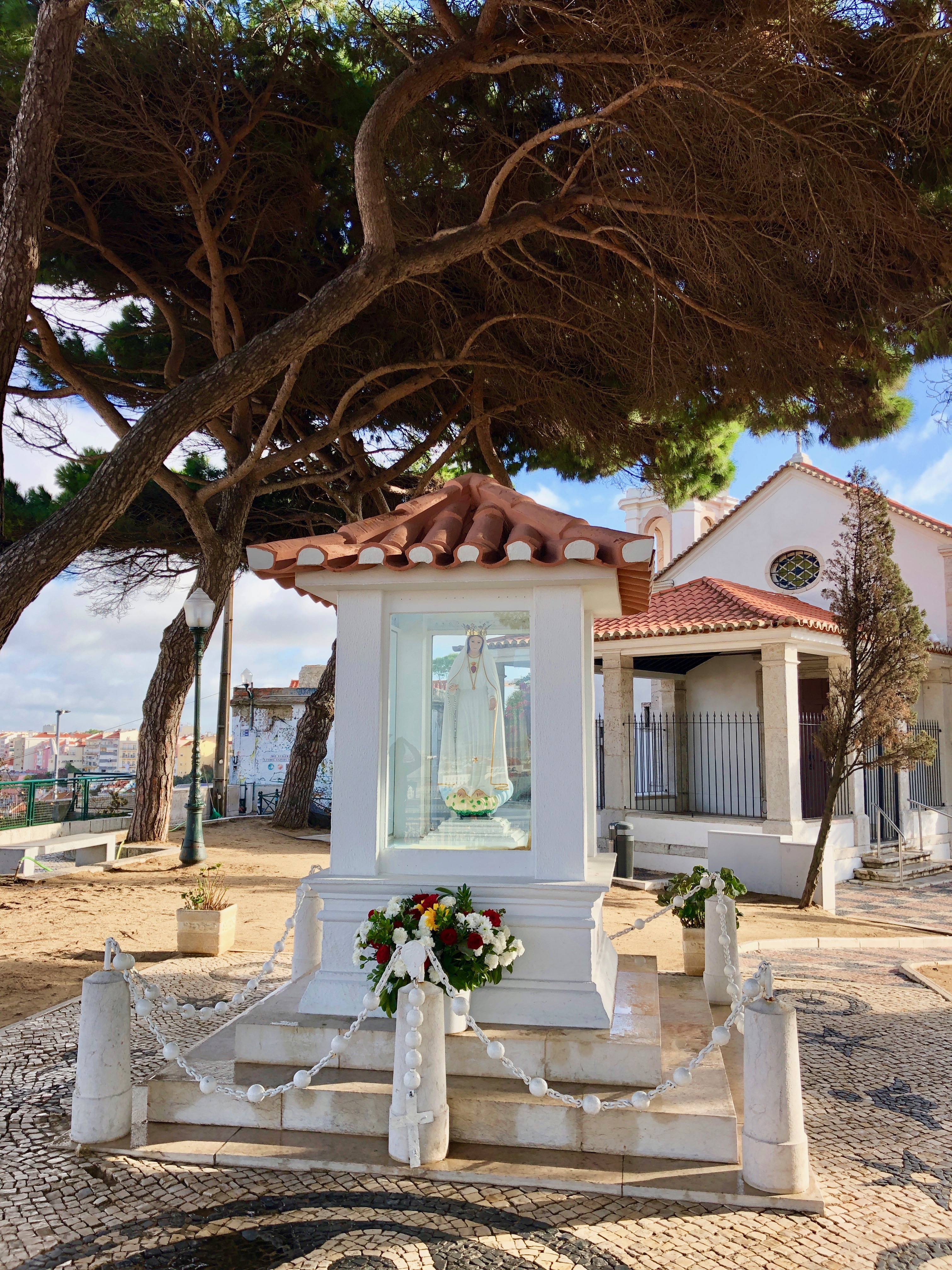
Capela de Nossa Senhora do Monte

De Capela de Nossa Senhora do Monte bevindt zich in de parochie van São Vicente in Lissabon, Portugal. 
De oorspronkelijke  kapel die op deze locatie stond werd gebouwd in 1147 na de herovering van Lissabon. De kapel werd opgedragen aan een van de eerste  bisschoppen van Lissabon die op deze plaats als martelaar zou zijn gedood. In de kapel werd een stenen stoel geplaatst. Er ontstond een legende rond deze stoel, volgens welke zwangere vrouwen die plaatsnamen op deze stoel ongecompliceerde bevallingen hadden. Zo zou de vrouw van  Johan V,  Maria Anna op de stoel hebben gezeten toen ze zwanger was van de beoogde troonopvolger. 
Tijdens de  aardbeving van 1755 werd de kapel vrijwel volledig vernietigd. De huidige kapel werd gebouwd in 1796, op een locatie vlak bij de oorspronkelijke plaats. Binnen in de kapel werd de stoel opnieuw geplaatst.
De kapel is gelegen naast het Miradouro da Senhora do Monte, een uitkijkpunt met uitzicht over het Castelo de São Jorge en de wijk Baixa Pombalina.